# Sakura Wars
Sakura Wars (サクラ大戦?, Sakura taisen, ) è un franchising giapponese ideato dalla Red Entertainment e della SEGA di cui fanno parte una serie di videogiochi, che hanno ispirato diversi anime, manga ed altro merchandising. Sakura Wars è stato ideato da Ōji Hiroi, che si è avvalso del character design del mangaka Kōsuke Fujishima. La serie è cominciata nel 1996 nella forma di un videogioco per Sega Saturn, che univa gli elementi dei videogiochi di strategia militare a quelli dei simulatori di appuntamenti.
La storia principale della serie si ispira allo Shochiku Kagekidan, ed è ambientata in una versione degli anni venti a Tokyo. La storia segue le avventure di una task force femminile, conosciuta con il nome di "Flower Division" all'interno dell'esercito giapponese. Il gruppo è guidato da Ichirō Ōgami, un ufficiale appena arruolato, che ha la particolarità di avere un altissimo livello di potere spirituale grazie al quale è possibile pilotare dei potenti mezzi di combattimento, gli unici in grado di sconfiggere le forze del male. Nelle serie successive l'ambientazione si sposterà anche a Parigi e New York.
Benché i videogiochi di Sakura Wars non siano mai stati esportati al di fuori del Giappone, le varie serie televisive, gli OAV ed i film hanno trovato ampia distribuzione nel resto del mondo. In Italia la Eagle Pictures ha adattato il lungometraggio Sakura Wars - Il film, mentre la Legocart ha pubblicato in una serie di DVD la serie televisiva del 2000.

## Trama
La storia di Sakura Wars si svolge in un'immaginaria era Taisho. Benché la storia della serie è simile a quella reale, una cruciale differenza è rappresentata dalla tecnologia. Infatti molte delle comodità che si sarebbero sviluppate solo nell'era moderna qui sono già presenti nei primi anni del Novecento, soprattutto per ciò che riguarda l'utilizzo del vapore.
Nel 1918 accadde ciò che venne chiamata la "guerra di Kōma", una battaglia combattuta dall'esercito giapponese contro un enorme demone comparso a Nihonbashi. Il demone fu sigillato, ma il prezzo da pagare fu molto alto. Per evitare il ripetersi di un incidente simile, fu formato un apposito corpo per la difesa di Tokyo dalle forze del male. Tale corpo fu dotato di un particolare tipo di armature mosse in parte dalla potenza del vapore ed in parte della forza psichica del soggetto che avrebbe dovuto indossare l'armatura. Tuttavia gli unici in possesso di una tale forza si rivelarono essere un gruppo di giovani donne.
Il gruppo di ragazze selezionate, chiamate "Flower Division", celarono la propria identità sotto la copertura di una compagnia teatrale chiamata "Imperial Opera Troupe" (帝国歌劇団?, Teikoku Kagekidan). In seguito altri paesi imitarono l'iniziativa giapponese, e corpi simili alla "Flower Division" nacquero a Parigi e New York.

## Personaggi
- Sakura Shinguji
- Sumire Kanzaki
- Maria Tachibana
- Iris Chateaubriand
- Kanna Kirishima
- Ri Kōran
- Reni Milchstrasse
- Orihime Soletta
- Ichirō Ōgami

## Videogiochi

### Serie principale
- 1996 - Sakura taisen
- 1998 - Sakura taisen 2 - Kimi, shinitamō koto nakare
- 2001 - Sakura taisen 3 - Pari wa moeteiru ka
- 2002 - Sakura taisen 4 - Koi seyo, otome
- 2005 - Sakura taisen V - Saraba, itoshiki hito yo
- 2019 - Shin Sakura taisen

### Prequel e side story
- 1997 - Sakura taisen - Hanagumi taisen columns (per Sega Saturn e Sega Titan)
- 2000 - Sakura taisen - Hanagumi taisen columns 2 (per Sega Dreamcast)
- 2000 - Sakura taisen GB - Geki - Hanagumi nyūtai! (per Game Boy Color)
- 2001 - Sakura taisen GB2 - Thunder bolt sakusen (per Game Boy Color)
- 2004 - Sakura taisen monogatari - Mysterious Paris (per Sony PlayStation 2)
- 2004 - Sakura taisen V episode 0 - Kōya no samurai musume (per Sony PlayStation 2)
- 2008 - Dramatic dungeon sakura taisen - Kimi aru ga tame (per Nintendo DS)

### Raccolte di videogiochi
- 2002 - Sakura taisen complete box (per Sega Dreamcast)
- 2006 - Sakura taisen 1&2 (per Sony PSP)
- 2006 - Sakura taisen premium edition (per Windows 2000/XP)

### Spinoff
- 1997 - Sakura taisen - Hanagumi tsūshin (per Sega Saturn)
- 1997 - Sakura taisen - Jōki radio show (per Sega Saturn)
- 1998 - Sakura taisen - Teigeki graph (per Sega Saturn)
- 2000 - Ōgami Ichirō funtōki - Sakura taisen kayō show "Benitokage" yori (per Sega Dreamcast)
- 2000 - Sakura taisen - Kinematron Hanagumi mail (per Sega Dreamcast)
- 2001 - Ōgami Ichirō Sakura taisen online - Teito no nagai hibi (per Sega Dreamcast)
- 2001 - Sakura taisen online - Pari no yūka na hibi (per Sega Dreamcast)
- 2007 - Jissen pachinko hisshōhō! CR Sakura taisen (per Sony PlayStation 2)

## Animazione
- 1997 - Sakura taisen - Ōka kenran (OAV)
- 1999 - Sakura taisen - Gōka kenran (OAV)
- 2000 - Sakura Wars (TV)
- 2001 - Sakura Wars - Il film (film)
- 2002 - Sakura taisen - Kanzaki Sumire - Intai kinen - Su-mi-re (OAV)
- 2003 - Sakura taisen - École de Paris (OAV)
- 2003 - Sakura taisen - Le Nouveau Paris (OAV)
- 2007 - Sakura taisen - New York New York (OAV)
- 2020 - Shin Sakura taisen - The Animation

## Pubblicazioni
- 1997 - Sakura taisen - Zen'ya (light novel)
- 1999 - Sakura taisen (light novel)
- 2001 - Sakura taisen - Gōka kenran (light novel)
- 2001 - Sakura taisen - Taishō renka (light novel)
- 2002 - Sakura taisen - Katsudō shashin (light novel)
- 2003 - Sakura taisen (manga)
- 2004 - Sakura taisen - Pari zen'ya (light novel)

## Esibizioni dal vivo
Dal 1997 in poi, le doppiatrici della serie si sono esibite, nei panni dei personaggi doppiati, in una serie di musical ed esibizioni dal vivo. Dal 2001 al 2006, il gruppo chiamato Teikoku Kagekidan (Forze d'assalto imperiali) hanno tenuto due concerti principali ogni anno, uno invernale ( il New Year's Show) ed un altro estivo (il Summer Kayō Show), oltre ad altri mini concerti in cui si esibiva uno o più personaggi della serie. Nell'agosto del 2006, il gruppo Teikoku Kagekidan si è esibito per l'ultima volta. Benché altre esibizioni dal vivo siano continuate anche in seguito, non sono più basate sul gruppo Teikoku Kagekidan.